# Aimé Serre
Pour les articles homonymes, voir Serre.
Aimé Serre (1922-1993) est un écrivain français d'expression occitane.

## Biographie
Fils d'un mineur et d'une chevrière, Aimé Serre naît le 22 février 1922 à La Capelle-et-Masmolène. Plus tard, il racontera son enfance dans Bogres d'ases.
Après l'école normale de Nîmes et la Faculté des lettres de Montpellier, il devient enseignant d'histoire, de géographie et d'occitan à Vauvert, Alès puis Nîmes, finissant sa carrière au lycée Dhuoda. « Tiers-mondiste convaincu », il enseigne aussi régulièrement en Afrique.
En 1945, il fonde l'Institut d'études occitanes, avec notamment Robert Lafont. Il anime la calandreta de Nîmes, où il prône la pédagogie Freinet et qui prendra son nom après sa mort. Participant également aux « grands moments de la revendication occitane », il prend part à la lutte du Larzac et cofonde le cercle occitan de Nîmes, la Maison pour l'animation et la recherche populaire occitane.
Outre Bogres d'ases (1974), « succès critique et d'édition », il fait paraître Mòts de Jòcs (1984, sous le pseudonyme « Anonime de Nimes ») et Les Rues de Nîmes (1989). Il traduit en occitan Moi, Bancel, officier d'Empire de Georges Gros.
Il meurt le 26 juillet 1993, en laissant de nombreux inédits, dans une « veine populaire et truculente ».

## Ouvrages
- (oc) Bogres d'ases : cronica deis annadas 1927-1936 dins un vilatge provençau, Toulouse, Institut d'études occitanes, 1974 (BNF 34556773).
- (oc) Mòts de Jòcs, Nîmes, Maison pour l'animation et la recherche populaire occitane, 1984 (BNF 34862759).
- (oc) Trad. de Georges Gros, Moi, Bancel, officier d'Empire, Toulouse, Institut d'études occitanes, 1989  (ISBN 2-85910-073-3).
- Les Rues de Nîmes : du Moyen Âge à nos jours, Montpellier, Espace Sud, 1989  (ISBN 2-906334-05-7).